# Televisión digital terrestre en Hispanoamérica
| Estándares en Hispanoamérica | Estándares en Hispanoamérica | Estándares en Hispanoamérica | Estándares en Hispanoamérica | Estándares en Hispanoamérica |
| ---------------------------- | ---------------------------- | ---------------------------- | ---------------------------- | ---------------------------- |
| Estándar                     | Estándar                     |                              | Porcentaje                   | Porcentaje                   |
| ISDB-Tb                      | ISDB-Tb                      |                              | 70.5 %                       | 70.5 %                       |
| ATSC, ATSC-M/H               | ATSC, ATSC-M/H               |                              | 15.0 %                       | 15.0 %                       |
| DVB-T/H                      | DVB-T/H                      |                              | 11.0 %                       | 11.0 %                       |
| DTMB                         | DTMB                         |                              | 0.7 %                        | 0.7 %                        |
| Indefinidos                  | Indefinidos                  |                              | 3.5 %                        | 3.5 %                        |

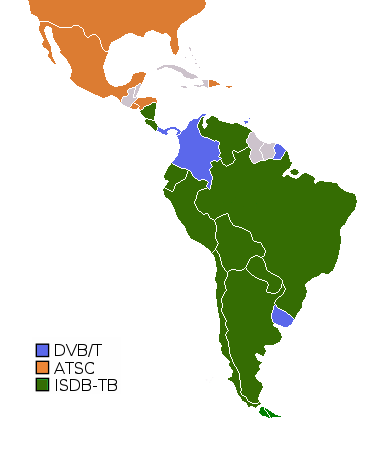
Televisión Digital Terrestre en América.

El sistema de Televisión digital terrestre o TDT ha sido implementada en Hispanoamérica en cuatro estándares diferentes, los cuales son ATSC, ISDB-Tb, DVB-T, y DTMB.
| Estándar     | Países | Territorios Autónomos |
| ------------ | --- | --------------------- |
| ATSC         | México y República Dominicana | Puerto Rico           |
| DVB-T/DVB-T2 | Colombia y Panamá |                       |
| ISDB-TB      | Argentina, Bolivia, Chile, Costa Rica, Ecuador, El Salvador, Guatemala, Honduras, Nicaragua, Paraguay, Perú, Uruguay y Venezuela. |                       |

## Argentina

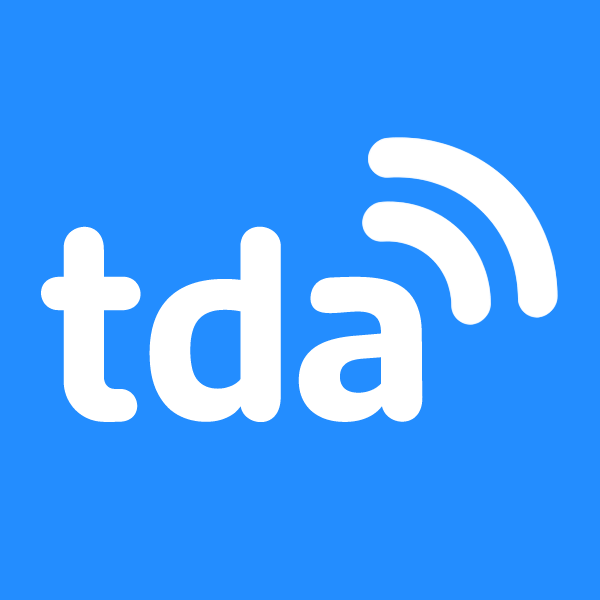
Logo de la TDA en Argentina.

En Argentina, la Secretaría de Comunicaciones de la Nación anunció oficialmente el 28 de agosto de 2009 que abandonaría la norma ATSC adoptada en 1998 y se plegaría a la norma digital Japonesa - brasileña SBTVD. El 15 de abril de 2010 comenzaron en la ciudad de Buenos Aires, las transmisiones de pruebas del Sistema Argentino de Televisión Digital, con la emisión de dos señales digitales: Canal 7 y Encuentro, ambas transmisiones del estado. El gobierno argentino instalará antes de finalizar el 2010, 47 estaciones transmisoras de TV Digital, que se localizarán en las capitales provinciales y los principales centros urbanos; previéndose una cobertura del 70% de la población del país, donde se emitirán 20 señales digitales libres y gratuitas.

## Bolivia
En Bolivia, el canciller boliviano David Choquehuanca hizo el anuncio oficial el la fecha 5 de julio de 2010 en un acto con el embajador japonés en La Paz, Kazuo Tanaka de que el sistema elegido ha sido el ISDB-Tb. Desde junio de 2011 Bolivia TV emite en pruebas en La Paz, Cochabamba y Santa Cruz. Desde el 12 de mayo de 2012 empezaron las emisiones oficiales de Bolivia TV HD.

## Chile

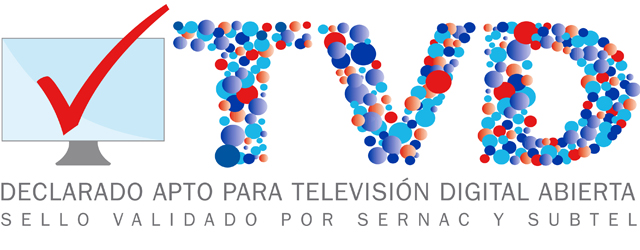
Logotipo de la Televisión Digital, adoptado por el Gobierno de Chile

En Chile, el 14 de septiembre de 2009, se anunció la adopción de la norma SBTVD, debido a su mejor recepción dadas las condiciones geográficas del territorio, la posibilidad de recepción en aparatos móviles, el despliegue en la alta definición y una mayor diversidad de canales. Actualmente 4 canales chilenos de los llamados nacionales transmiten con esta norma: TVN HD, Mega HD, Canal 13 HD y Chilevisión HD, cada uno con sus respectivas señales para teléfonos móviles. Se espera el apagón analógico ocurra en el año 2018, aunque esto fue pospuesto hasta el 15 de diciembre de 2024.

## Colombia

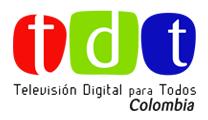
Logo de la TDT popular en Colombia

En Colombia, el gobierno colombiano escogió la norma DVB-T, luego de varias pruebas técnicas realizadas por la Comisión Nacional de Televisión y un estudio de impacto socioeconómico realizado por la Universidad de Antioquia y por las presiones de las telefónicas y grupos económicos. El 19 de noviembre de 2010, el Consejo de Estado publicó el fallo de la aceptación a una demanda interpuesta contra el acta 1443 de la Comisión Nacional de Televisión y ordenó que se suspendiera temporalmente. Más tarde, el 21 de diciembre de 2010, la  Comisión Nacional de Televisión ratificó la norma europea para Colombia. Así pues, Colombia será el único país suramericano con la norma DVB-T primera generación. En 2011 Colombia adoptó formalmente el estándar DVB-T2 evolucionando a la segunda generación de este estándar.

## Costa Rica
Costa Rica desde el 25 de mayo de 2010 adoptó oficialmente el estándar ISDB-Tb para la TDT. El apagón analógico comenzó el 14 de agosto de 2019 en las zonas cuya cobertura procede del Volcán Irazú y concluirá el 14 de julio de 2021 en el resto del país, con lo cual, Costa Rica se convierte en el primer país centroamericano en migrar a la televisión digital terrestre

## Cuba
Cuba se evaluaron varios estándares, con grandes potenciales para el estándar japonés-brasileño ISDB-Tb y la norma china (Transmisión Digital Terrestre Multimedia) o DTMB (por sus siglas en inglés). Dándose a conocer de forma oficial a través de los medios de comunicación la utilización de la norma DTMB el 30 de mayo de 2013. La digitalización de la TV Cubana constará de tres etapas, la primera la etapa de prueba que actualmente se está ejecutando en zonas de La Habana. La segunda etapa, que deberá comenzar a la altura del año 2016, incluirá la instalación del primer servicio de transmisión definitivo, y se prevé que en esta tenga lugar el apagón analógico. Y en la última etapa se desplegaría totalmente el servicio y llegaría a la alta definición. Cuba anunció que el apagón analógico sería escalonado por regiones del país con fecha tope para el fin de las transmisiones analógicas para el 2025. Cuba es el único país del continente americano en seleccionar el estándar Chino DTMB.

## Ecuador
En Ecuador, se adoptó también la norma SBTVD, el día 26 de marzo de 2010. Así, Ecuador se convierte en el sexto país en adoptar ese estándar.

## El Salvador
El Salvador anunció el 17 de enero de 2017 que adoptará el estándar ISDB-Tb. El presidente de la República, Salvador Sánchez Cerén, dijo que de esta manera se utilizará el mismo estándar en Centroamérica, junto a Guatemala, Honduras, Nicaragua y Costa Rica, además destacó sus cualidades técnicas. Inicialmente, se hablaba de implementar la norma estadounidense ATSC, posteriormente el gobierno salvadoreño decidió hacer pruebas con el estándar japonés-brasileño, el ISDB-Tb, el primer canal en hacerlas fue Canal 21 de Megavision, en el canal 63.1 a 480i, en la capital del país. Luego del cambio de estándar se lanza oficialmente la TDT en el país por cuenta de Canal 10 con 3 señales multiplexadas en la frecuencia 42. 

## Guatemala
En Guatemala se creó una comisión encargada de estudiar tres normas (ATSC, ISDB y DVB) y definir el sistema a implementar. El gobierno, por medio de la Superintendencia de Telecomunicaciones, finalmente escogió el estándar ISDB-Tb, también conocido como japonés-brasileño en el año 2013, por medio del Acuerdo Gubernativo 226-2013. En ese momento se indicó que se esperaba realizar el apagón analógico a partir de 2015, sin embargo no se ejecutó el plan trazado.

## Honduras
En Honduras, La Comisión Nacional de Telecomunicaciones (CONATEL) de Honduras definió en abril de 2014 la implementación de ISDB-Tb, y dejó sin efecto una resolución de 2007 que se había decidido por ATSC.

## México
El gobierno mexicano optó por implementar la norma estadounidense ATSC. Hasta el 30 de junio de 2009, tenía 59 canales de televisión digital operando en el esquema de canales replicados, en el cual todo canal de TDT debe tener un correspondiente canal analógico. Según la Comisión Federal de Telecomunicaciones, todas las estaciones deberán transmitir solamente en formato digital para el año 2015.

## Nicaragua
Nicaragua se eligió el estándar japonés-brasileño ISDB-Tb también conocido como SBTVD. Este operará con el sistema de compresión H.264/MPEG-4 AVC.

## Panamá
Panamá después de un estudio que consideró los estándares existentes, una comisión técnica que involucró a una representación de los operadores de televisión, a la Universidad Tecnológica de Panamá, entre otras instituciones, adoptó el estándar DVB-T. El anuncio fue realizado mediante el Decreto Ejecutivo N.º 96 del 12 de mayo de 2009 que acogió la recomendación de la comisión técnica que elaboró el estudio de televisión digital. Panamá comparte el mismo estándar de televisión digital con Colombia.

## Paraguay
En Paraguay, a través del decreto 4.483 del día 1 de junio de 2010, el presidente Fernando Lugo oficializó la adopción del sistema ISDB-Tb para la televisión digital en el país. Paraguay se convirtió en el séptimo país sudamericano que adoptó esa norma.

## Perú
Perú fue el segundo país sudamericano en elegir dicha norma, a raíz de un estudio técnico y económico realizado por una Comisión Multisectorial en febrero de 2007. El 23 de abril de 2009, el Ministerio de Transportes y Comunicaciones peruano hizo pública su decisión, lanzándose la señal digital en marzo del 2010 del canal público TV Perú (canal 7) el primer medio televisivo en incorporar la tecnología digital a su plataforma de emisión al cual se le asignó la frecuencia 16 en banda UHF. TV Perú utiliza esta tecnología para producir y emitir contenidos en definición estándar (SD) y en alta definición (HD), además de continuar haciendo uso de su frecuencia habitual de VHF (canal 7) para emitir sus contenidos. Al siguiente día, ATV (canal 9) se convirtió en el primer canal privado en lanzar su señal digital denominada ATVHD orientada a la producción y emisión de contenidos realizados únicamente con formato de alta definición. Al momento actual, la zona 1 (Lima y Callao) ya cuenta con los principales canales en sus versiones digitales. Inicialmente la TV digital en este país se inició en Lima, la capital, y progresivamente empezó a cubrir las demás ciudades del país. Se prevé que el apagón analógico sucederá en el año 2020. *Se ha atrasado hasta el 2022 debido a cierto desconocimiento sobre la TDT y el apagón analógico.

Finalmente, el 1ero de enero de 2025, luego de una intensa campaña informativa en los medios, se produjo el tan postergado apagón analógico en Lima y Callao a las 00:00 horas.

## República Dominicana
República Dominicana En agosto de 2010, mediante el decreto 407-10 del poder ejecutivo, se decidió adoptar el estándar estadounidense ATSC con fecha de aplicación a partir de agosto de 2015. Sin embargo, ante la imposibilidad de satisfacer la fecha planteada inicialmente, la transición fue aplazada hasta el 9 de agosto de 2021 por el decreto 294-15. El 7 de octubre de 2020 el anterior decreto fue derogado por un nuevo decreto, el 539-20, en el que se establece que el INDOTEL diseñará una hoja de ruta para culminar la implementación de la televisión digital antes de que termine el 2022. La fecha fue nuevamente aplazada por el decreto 437-22, estableciendo que el apagón analógico se dará el 31 de julio de 2024 a las 23:59, y el 21 de noviembre también a las 23:59 se realizará el encendido digital Primera Fase Santo Domingo y Zona Este y San Cristóbal .
Los primeros canales de televisión en funcionar con televisión digital fueron Color Visión, que comenzó las pruebas en sus canales 9.1 en HD y 9.2 en SD en abril de 2020; Telemicro en su canal 5.1 en octubre de 2020, Teleantillas en el canal 10.1 en 2021, los canales estatales RTVD 4 y Quisqueya Televisión en los Canales 17.1 Y 17.4 en julio de 2022, y Cinevision en los canales 19.1 HD Y 19.2 SD y Teleuniverso canales 29.1 HD Y 29.2 SD en junio de 2023.y Ame 47.1 y 47.2 desde febrero 2024[cita requerida]

## Uruguay
En Uruguay en un principio se seleccionó la norma europea DVB-T/DVB-H para la implantación de la televisión digital terrestre y móvil respectivamente. Pero luego de que Ecuador eligiese la norma SBTVD el presidente de Uruguay, José Mujica el 27 de diciembre de 2010 eligió la Norma Japonesa-Brasileña.

## Venezuela

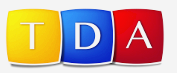
Logo de TDA utilizado en Venezuela.

La implementación de la televisión digital terrestre o televisión digital abierta (TDA) en Venezuela se inició en los meses de junio y julio de 2007, conjuntamente con el desarrollo de la Copa América 2007 en el país. Las pruebas se realizaron sólo en Caracas y mediante la supervisión de CONATEL, organismo rector y administrador del espectro radioeléctrico del Estado venezolano. En dicha oportunidad, se transmitieron los partidos del evento en 4 canales (2 públicos y 2 privados) que tuvieron los derechos de transmisión para Venezuela de los partidos: Meridiano Televisión, Venevisión, TVes, y Venezolana de Televisión (VTV). Las transmisiones, se hicieron durante mes y medio, con el estándar europeo DVB-T de primera generación.
La norma técnica adoptada para la transmisión de TV digital terrestre en Venezuela es la ISDB-Tb, denominada también SBTVD (Sistema Brasileiro de Televisão Digital, en castellano: Sistema Brasileño de Televisión Digital). Esta norma está basada en la japonesa ISDB-T, pero, a diferencia de aquella, la señal de video es comprimida mediante la norma H.264 y la de audio con HE-AAC. El formato de video debe ser compatible con los receptores de definición estándar de 480i y los de hasta 1080i con una velocidad de 29,97 cuadros por segundo, según la convención estadounidense para la codificación en color NTSC.
La fecha establecida para la realización del apagón analógico en Venezuela, de acuerdo con CONATEL, era el 1 de enero de 2020, pero debido al poco mantenimiento y cuidado de las instalaciones de retransmisión, sumado a la falta de cobertura ha causado que no se llevara a cabo el apagón de la señal analógica para la fecha prevista y la suspensión de la ampliación de la cobertura ha causado que la misma se vea limitada y retrocedida en el país.

## Puerto Rico
Puerto Rico por ser una isla asociada a Estados Unidos, adoptó formalmente el estándar ATSC.